# 邱江
邱江（1972年8月—），贵州务川人，仡佬族，中国共产党党员，中华人民共和国政治人物。曾任云南省人民政府副省长，中共云南省委常委、秘书长、统战部部长等职务。现任中共吉林省委常委、省委统战部部长、省政协党组副书记。

## 生平
2018年，邱江被选为云南省出席第十三届全国人民代表大会代表。
2020年9月28日，云南省第十三届人大常委会第二十次会议表决任命邱江为云南省人民政府副省长。2021年11月，当选为中共云南省委常委。同年12月，兼任省委统战部部长。2022年6月，改任省委秘书长。
2025年7月25日，调任中共吉林省委常委、省委统战部部长、省政协党组副书记。